# DM51

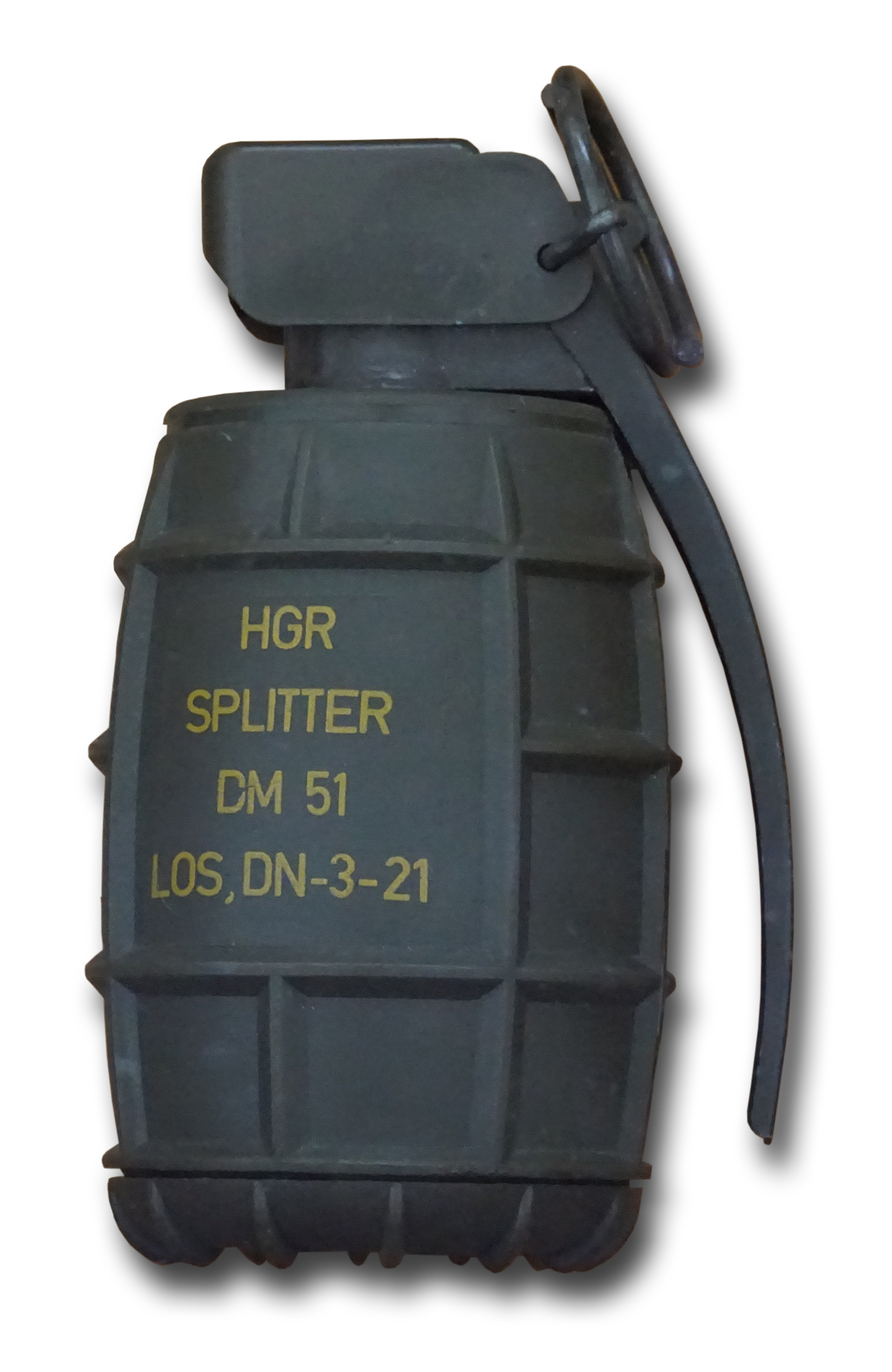
Handgranate DM51

Die Spreng-/Splittergranate DM51/DM51A1 ist die Standard-Handgranate der deutschen Bundeswehr, wobei DM für „Deutsches Modell“ steht. Durch ihre Einführung 1974/75 wurden die in der Bundeswehr verwendete Splitterhandgranate DM41 und Sprenghandgranaten DT11, DT11B1 und DM21 abgelöst. Hersteller der Handgranate ist die Firma Diehl in Nürnberg (Lose DN und DNM). Sie wird wurffertig in einer Packkiste als Splittergranate geliefert. Durch das Abnehmen des tonnenförmigen Splitterkörpers mit rund 6500 Stahlkugeln erhält man eine reine Sprenggranate mit Zünder. Die DM51 ist mit dem Zünder DM82 und die DM51A1 mit dem Zünder DM82A1B1 versehen. Der Unterschied beider Zünder besteht in anderen Anzündhütchen und unterschiedlichen Detonatoren. Eine Umzünderung von Beständen der DM51 zu DM51A1 erfolgte unter anderem in den Munitionsdepots Löwenstedt (LOS LOE), Rheinböllen (LOS RHE), Schierling (LOS SCH) und Walsrode (LOS WAL).
Der tödliche Splitterradius beträgt etwa zehn Meter. Zusätzlich gibt es die leicht modifizierten Versionen DM51A2 und seit 2006 DM52A3 (veränderte Verstärkerladung).

## Daten
|                           | Splitterhandgranate                    | Sprenghandgranate                      |
| ------------------------- | -------------------------------------- | -------------------------------------- |
| Gesamtgewicht             | 430 g                                  | 154 g                                  |
| Sprengstoff               | Pentastit (Nitropenta, phlegmatisiert) | Pentastit (Nitropenta, phlegmatisiert) |
| Sprengstoffgewicht        | 60 g                                   | 60 g                                   |
| Verzögerung               | 3–5 s                                  | 3–5 s                                  |
| Länge                     | 107 mm                                 | 100 mm                                 |
| Durchmesser               | 57 mm                                  | 33,5 mm                                |
| Splittergröße             | 2,0–2,3 mm                             |                                        |
| Farbanstrich/Beschriftung | olivgrün/narzissengelb                 | olivgrün/narzissengelb                 |

Quelle: 

## Übungshandgranate
Zur Ausbildung wurde die Übungshandgranate DM58 eingeführt, die eine gewichts-, form- und handhabungsgleiche Nachbildung der DM51 ist. Durch ihre lichtblaue Farbe ist sie eindeutig von der Gefechtsversion zu unterscheiden. Die DM58 besitzt anstatt einer Sprengladung die Übungshandgranatenladung DM48, DM48A1B1 und DM48A2. Diese löst etwa 4 bis 5 Sekunden nach dem Wurf der Handgranate aus und erzeugt einen Knall unter gleichzeitiger Feuer- und Rauchbildung. Ein Austausch von Verbrauchsteilen wie Sicherungssplint und Übungshandgranatenladung DM48 ermöglicht es, die DM58 mehrfach zu verwenden.

## Bilddarstellung

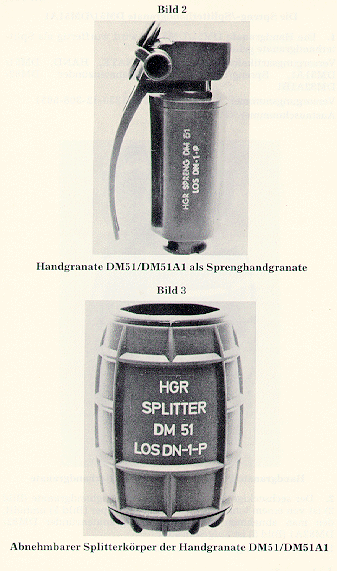
Sprenghandgranate und Splitterkörper der DM51
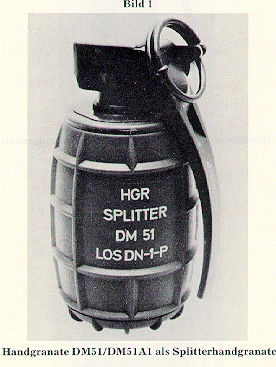
Splitterhandgranate DM51 der Bundeswehr
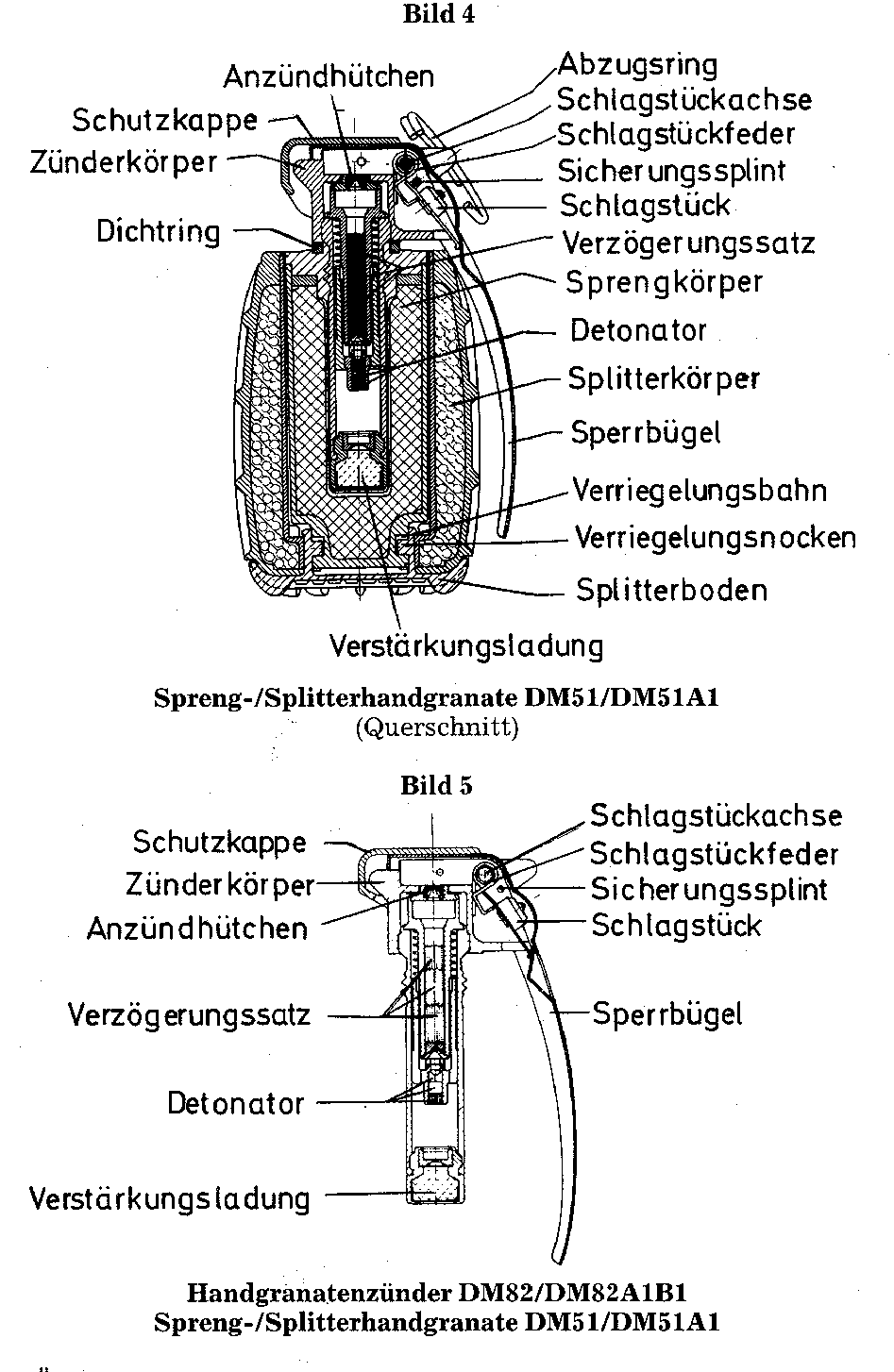
Querschnitt der DM51 und Zünder DM82/82A1B1
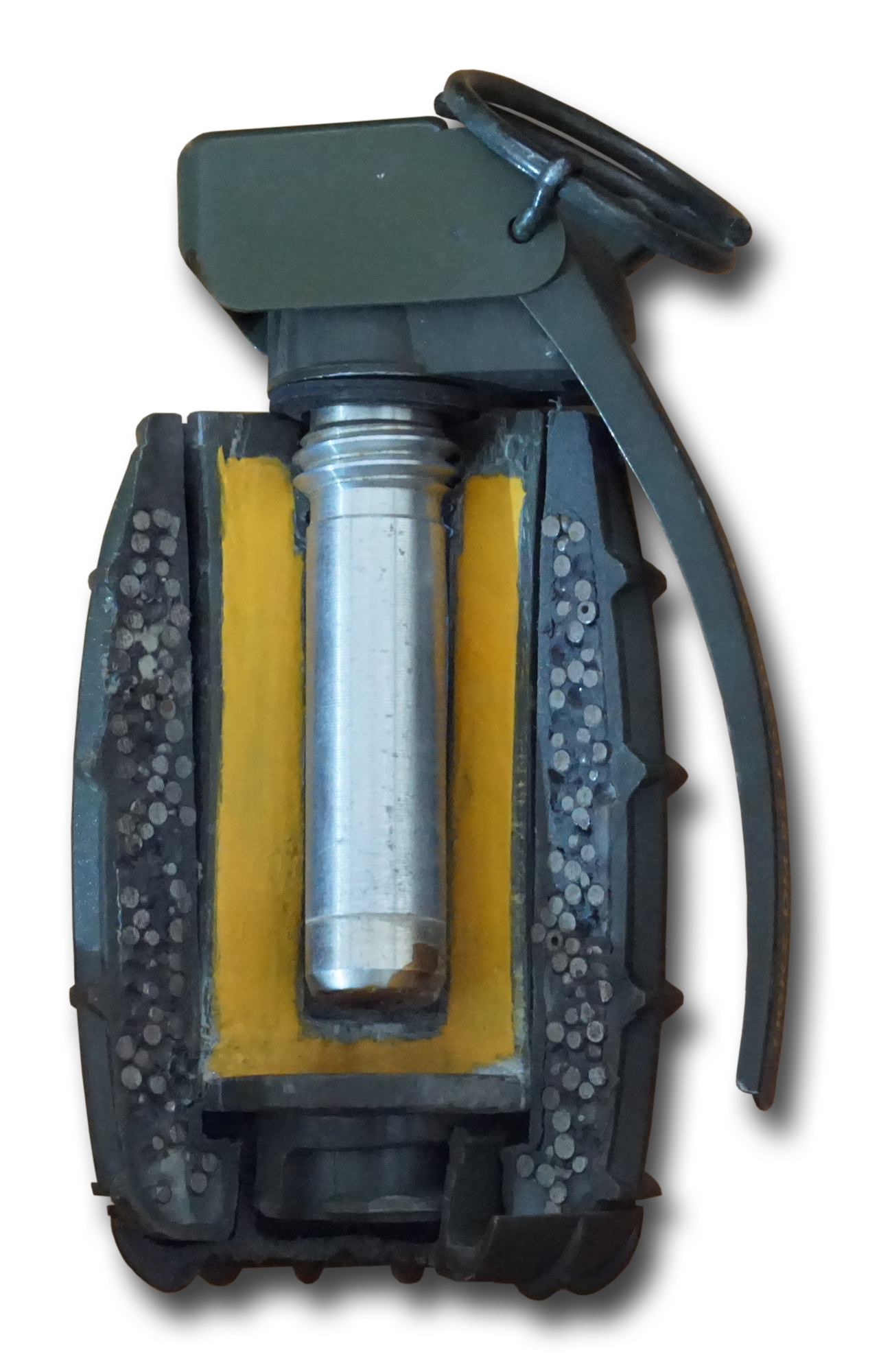
Schnitt durch Handgranate DM51
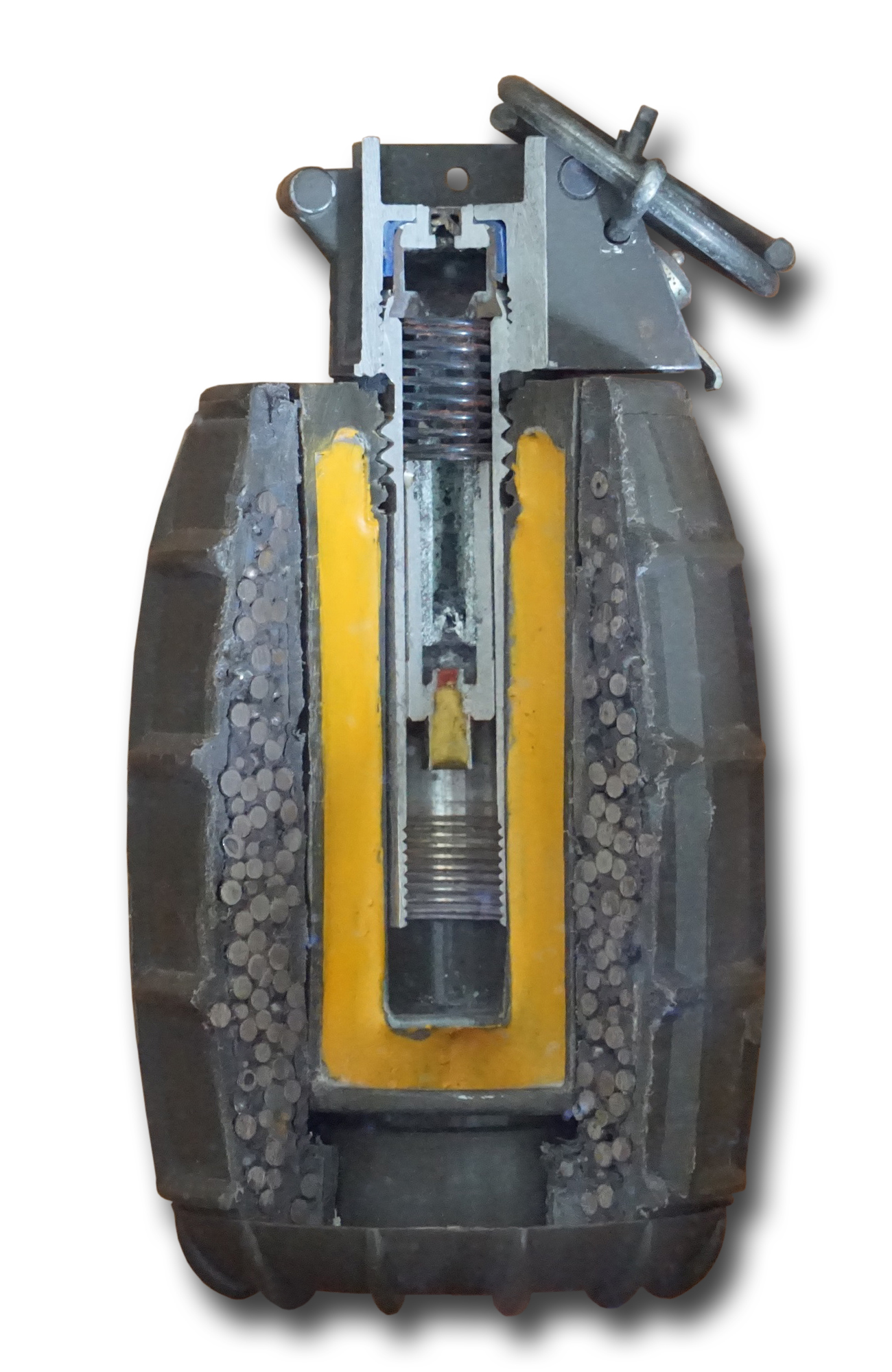
Schnitt durch Handgranate DM51
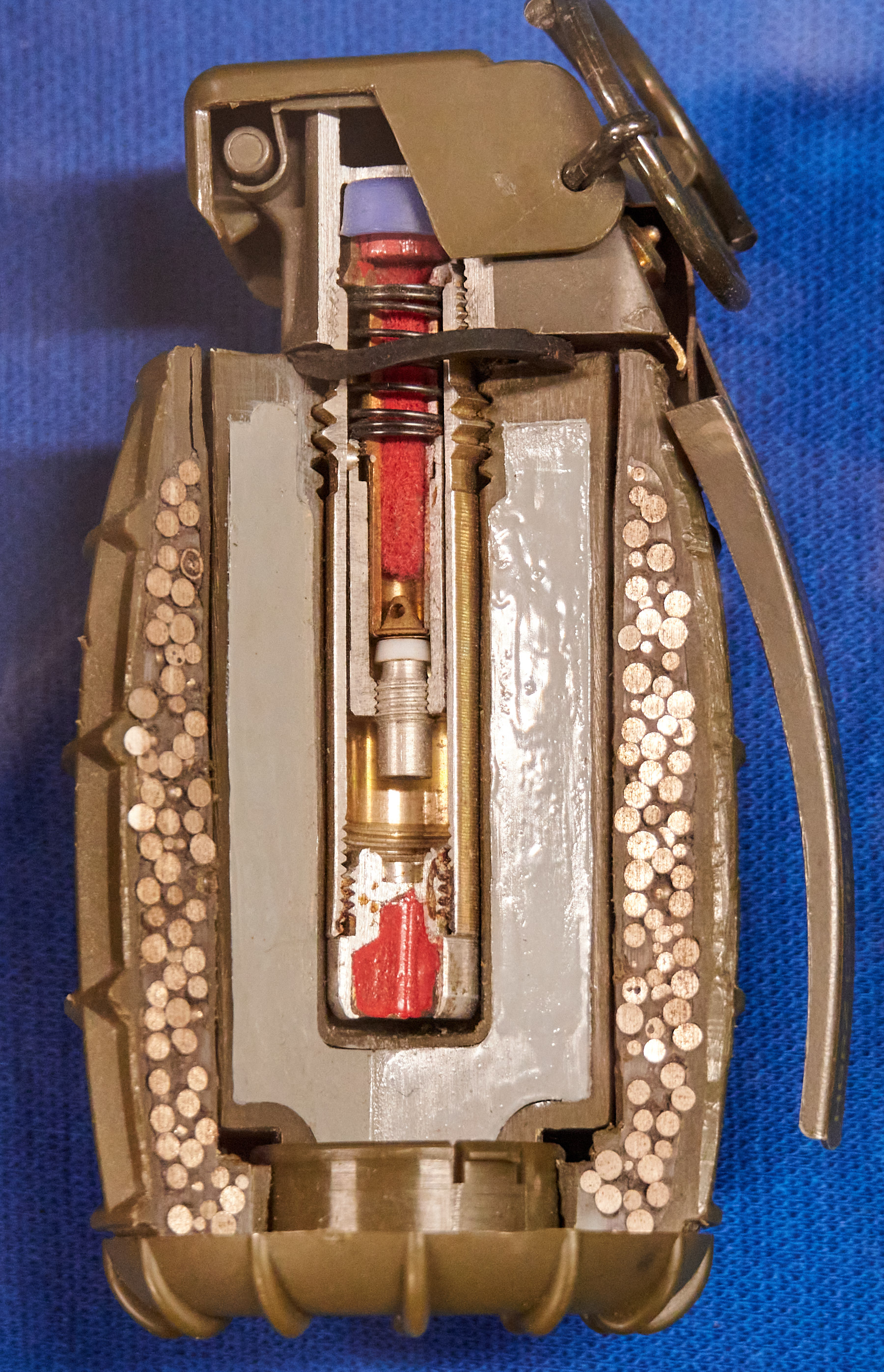
Schnittmodell Handgranate DM51
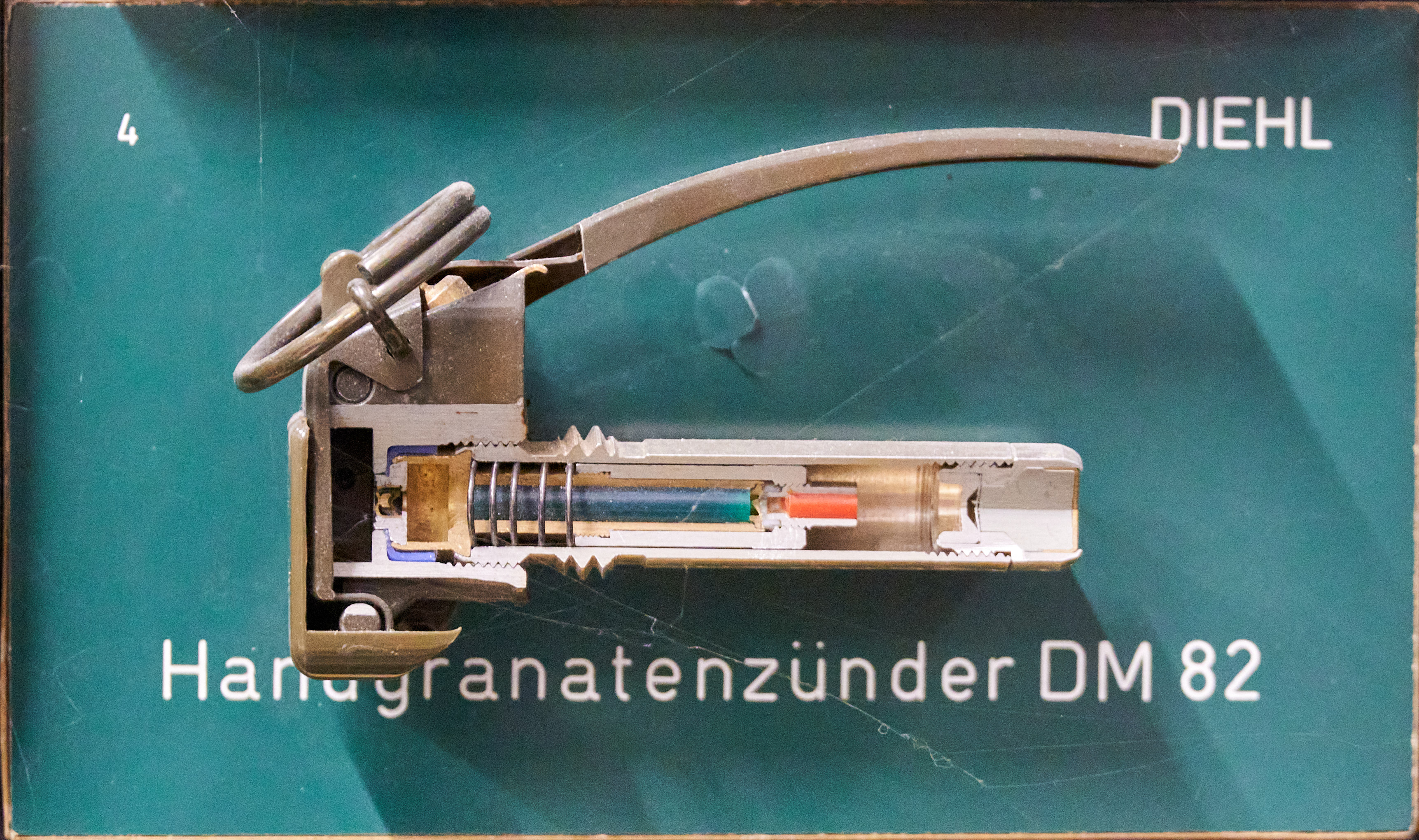
Schnittmodell Handgranatenzünder DM82
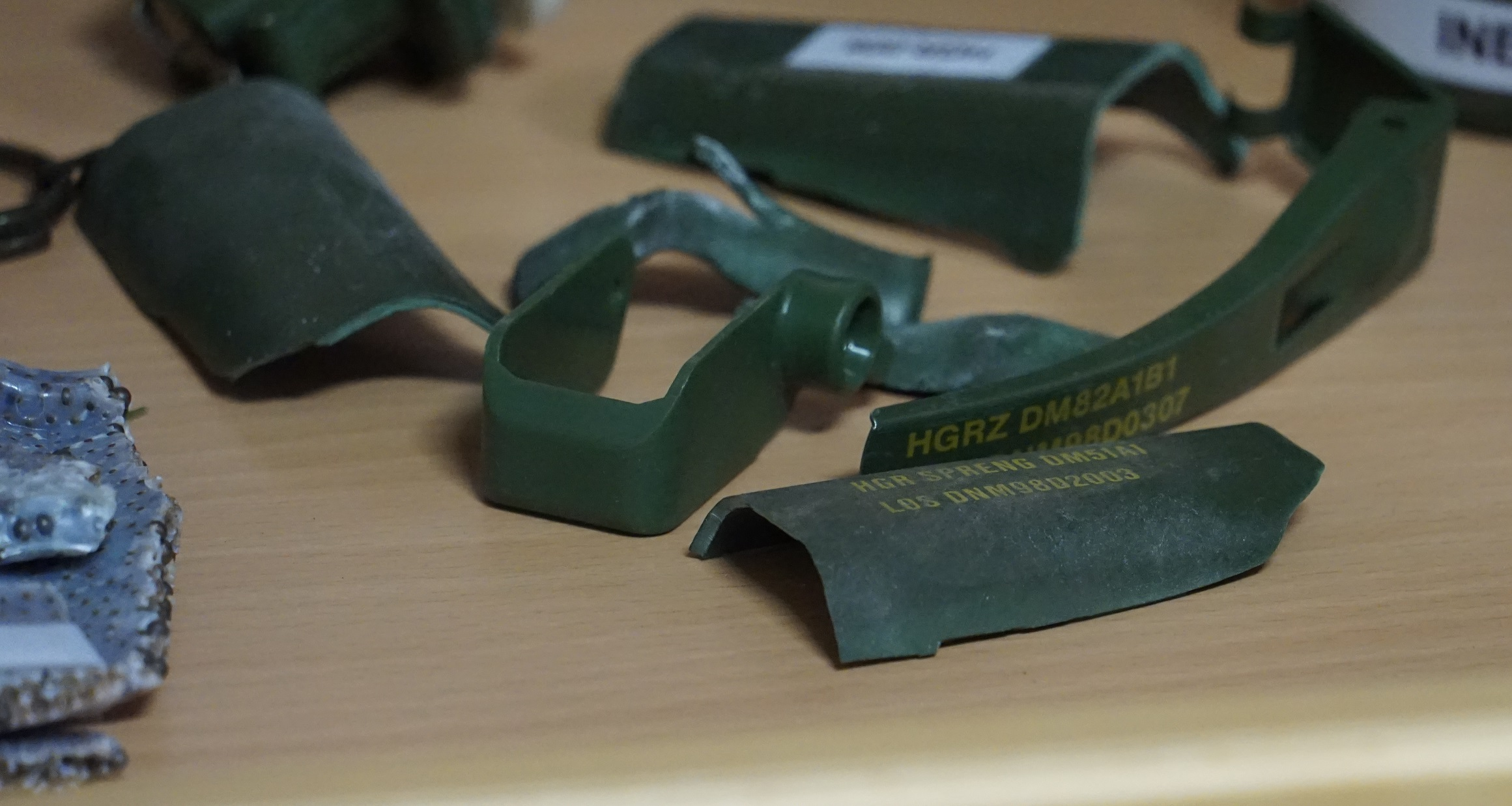
Handgranate DM51, Füllmasse mit Splittern (links) und Sprengkörperhülle
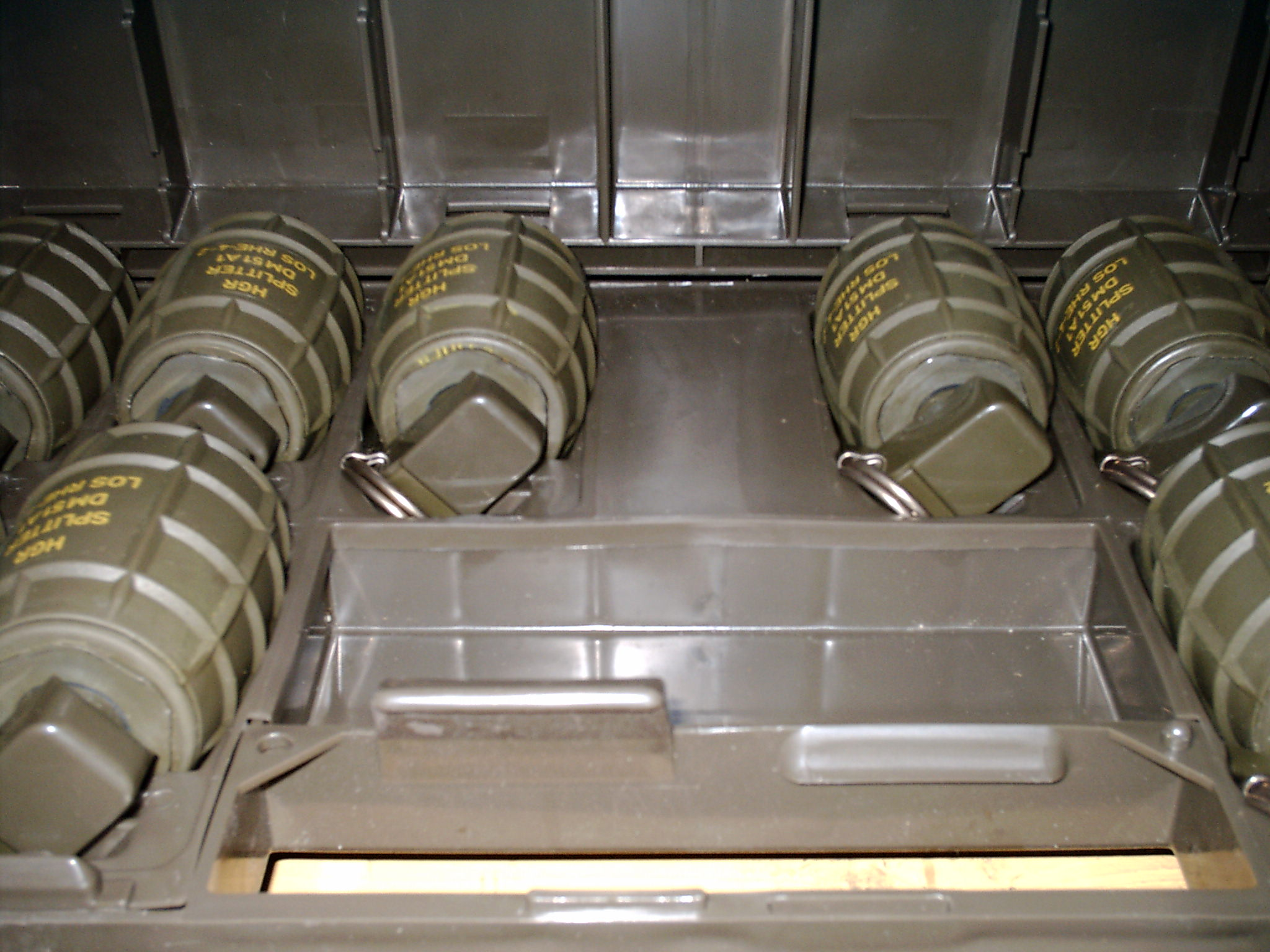
Vorschriftsmäßiger Transport der DM51 im Transportkoffer
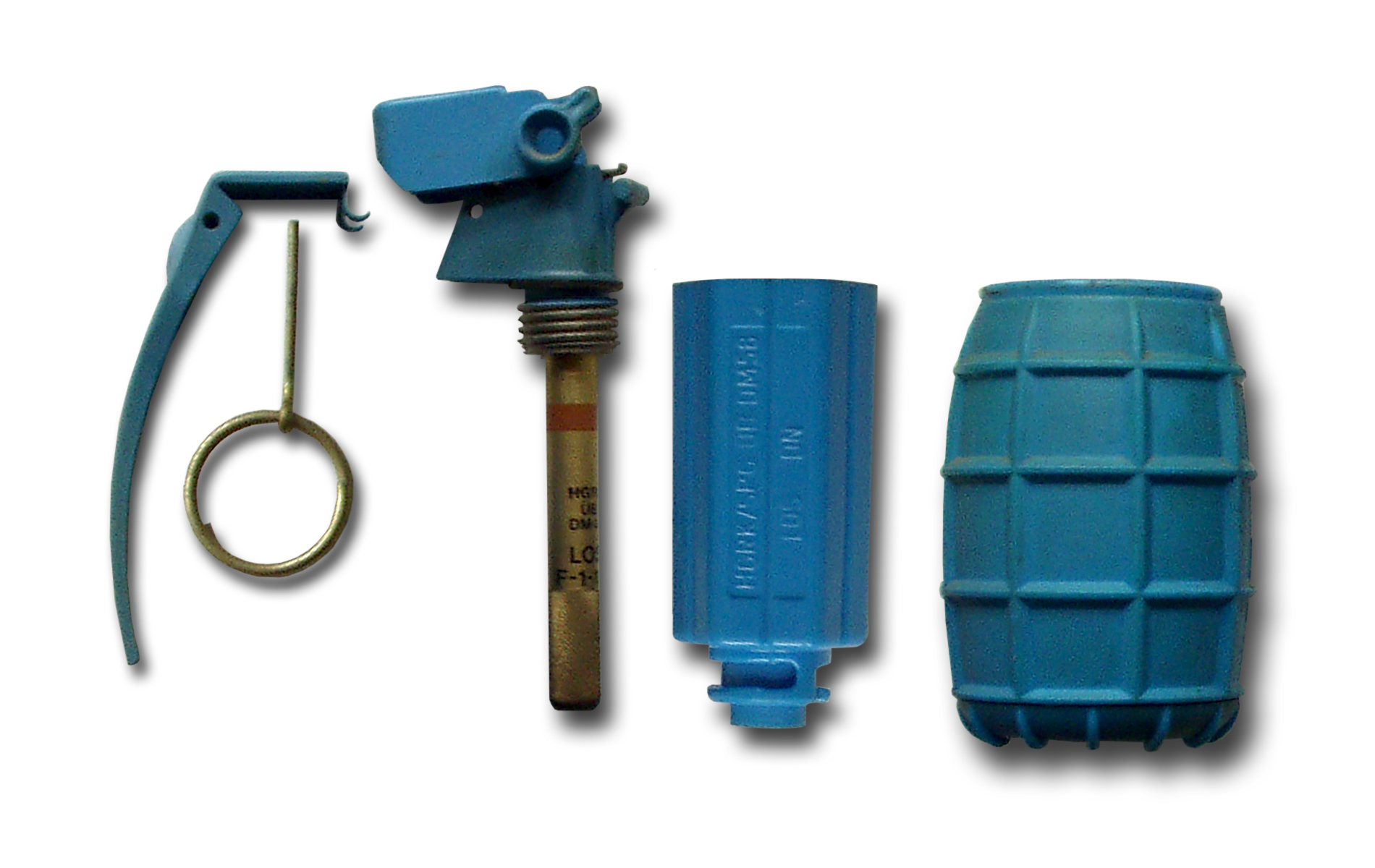
Übungshandgranate DM58 (1983)

## Verschiedenes
Am 31. August 2014 hat die deutsche Bundesregierung beschlossen, Waffen an die kurdischen Kämpfer für ihren Einsatz gegen den Islamischen Staat zu liefern. Ein Teil der Lieferung, die zwischen dem 25. September 2014 und 4. November 2014 übergeben wurde, waren 10.000 Handgranaten vom Typ DM51. In der Antwort der Bundesregierung auf die Kleine Anfrage der Fraktion DIE LINKE bezüglich der Lieferung von Rüstungsgütern in den Irak wird der Stückpreis einer Handgranate DM51 (Munitionsaustauschcode GV30) mit rund 34 Euro angegeben.
Zur Unterstützung der Ukraine im Krieg mit Russland, hat die Bundeswehr in der ersten Jahreshälfte 2022 100.000 Handgranaten DM51 geliefert. Auf zahlreichen Bildern, die im Internet kursieren, ist zu erkennen, dass es sich um die Version DM51A2 handelt, die im Jahr 2004 und 2005 von Diehl hergestellt wurde.